# Tecmón
Tecmón (en griego, Τέκμων) fue una antigua ciudad griega en la región de Epiro.
Tito Livio dice que, cuando el ejército romano al mando de Lucio Anicio Galo marchó contra las ciudades de Epiro en el 167 a. C., tras la tercera guerra macedónica, la ciudad de Tecmón fue junto con Fílace, Hórreo y Pasarón, una de las que no se rindieron. Finalmente se condenó a muerte a su magistrado, Cefalón, y la ciudad de Tecmón se rindió.
Se ha sugerido que debe identificarse con unos restos cerca de la actual Kastritsa, al sur del lago de Ioánina, pero otros arqueólogos creen que esos restos podrían pertenecer a la antigua Eurímenas.